# 혼성 화장실

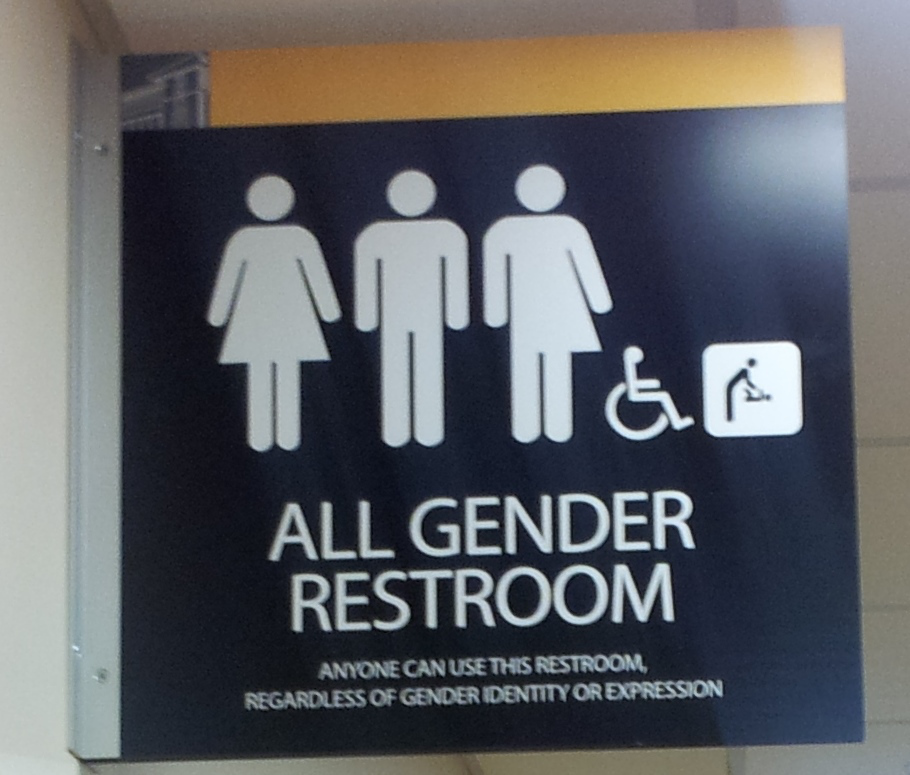
‘이 화장실은 성 정체성이나 성별 표현에 상관 없이 누구나 이용할 수 있습니다’라고 적힌 미국 미네소타 주의 메트로폴리탄 주립 대학 내 혼성 화장실 픽토그램.

혼성 화장실(영어: Unisex toilet) 혹은 때때로 미국에서의 성 중립 화장실(영어: gender-neutral bathroom)은 어떠한 사회적 성별이나 성 정체성일지라도 이용할 수 있는 공중화장실을 뜻한다. 혼성 화장실은 다양한 형태를 띠고 있다. 단 하나의 방 또는 외함이 제공되는 단일 거주 시설이거나, 모든 사용자가 개방된 공간에서 세면대를 공유하거나 개인 사무실, 좌판 또는 방에 각자의 세면대를 가질 수 있는 다중 사용자 시설일 수 있다. 남녀공용 화장실은 단일 성별 화장실을 대체하거나 단일 성별 화장실에 추가된 것일 수 있다.
혼성 화장실은 모든 성별 또는 성 정체성을 가진 사람들이 사용할 수 있다. 그러한 화장실 시설은 트랜스젠더 인구와 성 바이너리 외의 사람들에게 혜택을 줄 수 있다. 남녀 공용 화장실(성 분리라고도 함)에서 남녀 공용 화장실의 분리는 남녀 공용 화장실의 분리이다. 이러한 분리는 때때로 현지 법 및 건축 법규에 의해 시행된다. 대부분의 서구 국가에서 남녀 공용 화장실의 주요 차이점은 남자와 남자 아이를 위한 소변기, 여자와 여자 아이를 위한 생리 위생 용품 폐기를 위한 위생 통의 존재를 포함한다. 위생 통은 남녀 공용 화장실의 설치에 쉽게 포함될 수 있다.
미국과 유럽에서 성 분리 화장실의 역사적 목적과 출현 시기는 학자들 사이에서 논란이 되고 있다. 성희롱과 사생활로부터의 안전은 공중 화장실 성 분리의 두 가지 주요 목표였으며 도덕성과 같은 요소들도 작용했다. 온정주의와 직장에 들어오는 여성에 대한 저항도 작용했을 것이다. 일부 여성 단체들은 혼성 화장실이 성 분리 화장실보다 여성에게 덜 안전할 것이라고 주장하지만, 일부 전문가들은 적절한 설계 개입으로 이러한 공간이 모든 사용자의 안전을 향상시키고 성 분리 화장실에서 여성들이 직면하는 불균형한 긴 대기 시간을 줄일 수 있다고 말한다.
성중립적인 화장실 추진은 트랜스젠더 커뮤니티가 적어도 부분적으로 이 인구에 대한 괴롭힘과 폭력으로부터 보호하기 위해 추진한다. 남녀 공용 공중화장실은 특수한 필요가 있거나 없는 다양한 사람들(예: 장애가 있는 사람, 노인, 그리고 다른 성별 또는 성을 가진 누군가의 도움이 필요한 사람)과 유아 또는 어린 자녀의 화장실 사용을 도울 필요가 있는 부모에게 혜택을 줄 수 있다.